# Sesioctonus garciai
Sesioctonus garciai är en stekelart som beskrevs av Briceno 2003. Sesioctonus garciai ingår i släktet Sesioctonus och familjen bracksteklar. Inga underarter finns listade i Catalogue of Life.